# Vodní stavby na Čechovickém náhonu
Vodní stavby na Čechovickém náhonu jsou písemně doloženy již v polovině 14. století, kdy je zmiňovaný například vodní mlýn v Domamyslicích. Využití toku náhonu je přirozeně staršího data, který souvisel s osídlením obyvatelstva  v této lokalitě. Samotné vodní stavby však sloužily i k jiným účelům, jako například k provozu valchy, hamrů, brusírny či ke zpracování sladu.

## Úvod

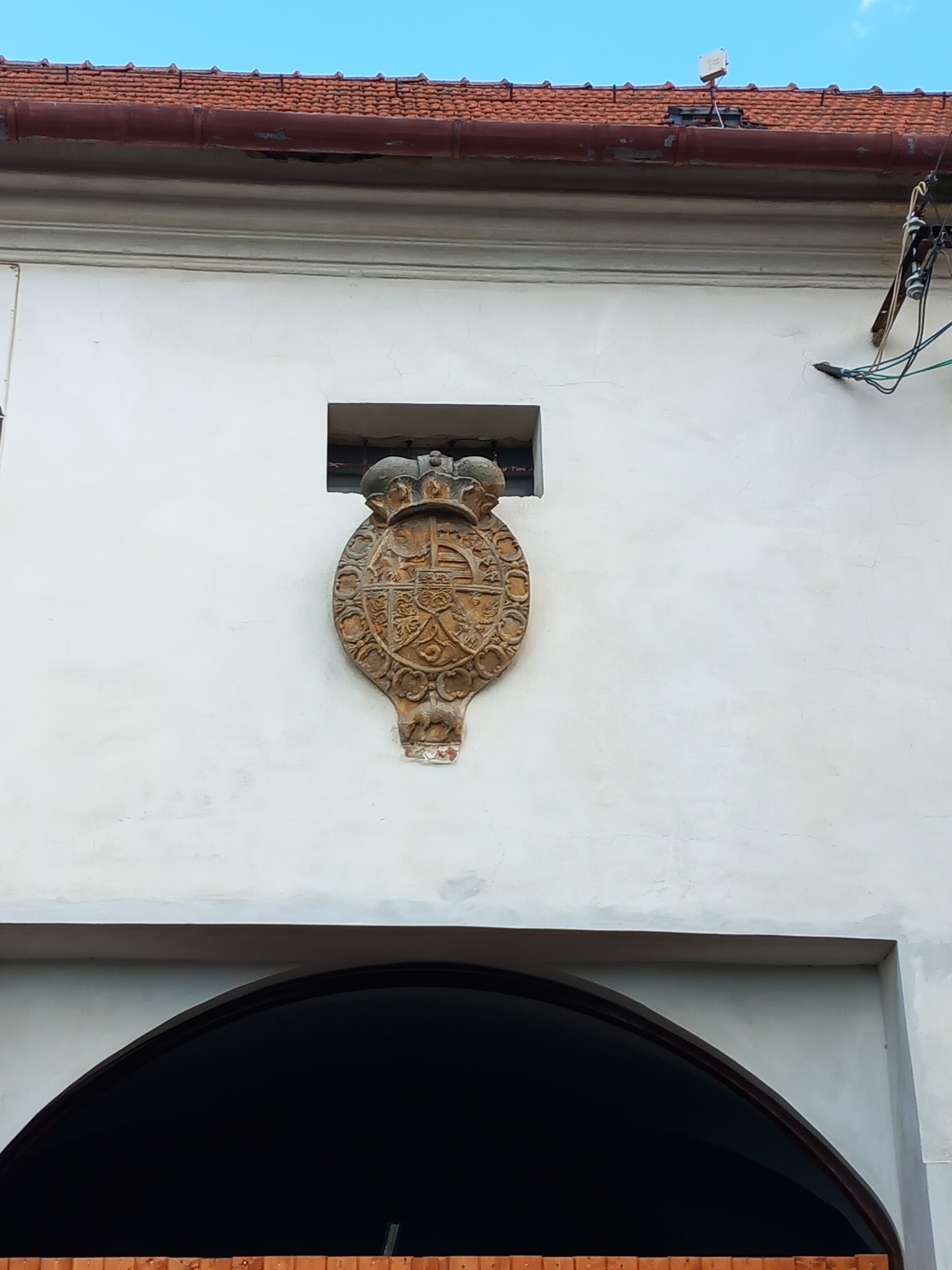
Lichtenštejnský erb na mlýně ve Stichovicích

Většina mlýnů v období 16. století patřila poddaným, ať jednotlivcům či městům, část mlýnů vlastnila vrchnost, která je následně pronajímala. Ne jinak tomu bylo v Prostějově a okolí, kdy i samotné město mlýny ve svém vlastnictví pronajímalo. Zprávy z tohoto období  dokládají v Prostějově 4 mlýny, včetně toho v Drozdovicích, které se v průběhu 16. století staly součástí Prostějova. Tři z těchto mlýnů stály na Čechovickém náhonu.
V průběhu 19. století značná část těchto mlýnů prošla přestavbou, modernizací a rozšířením. Ještě v období Československé republiky patřilo mlynářství k nepřehlédnutelným odvětvím průmyslu a hospodářství, avšak politická změna a moderní technologie odsunuly mlýny tradičního typu v druhé polovině 20. století už jen do historie. Stejně tomu bylo i v Prostějově a okolí.

## Seznam vodních mlýnu na Čechovickém náhonu

### Stichovice

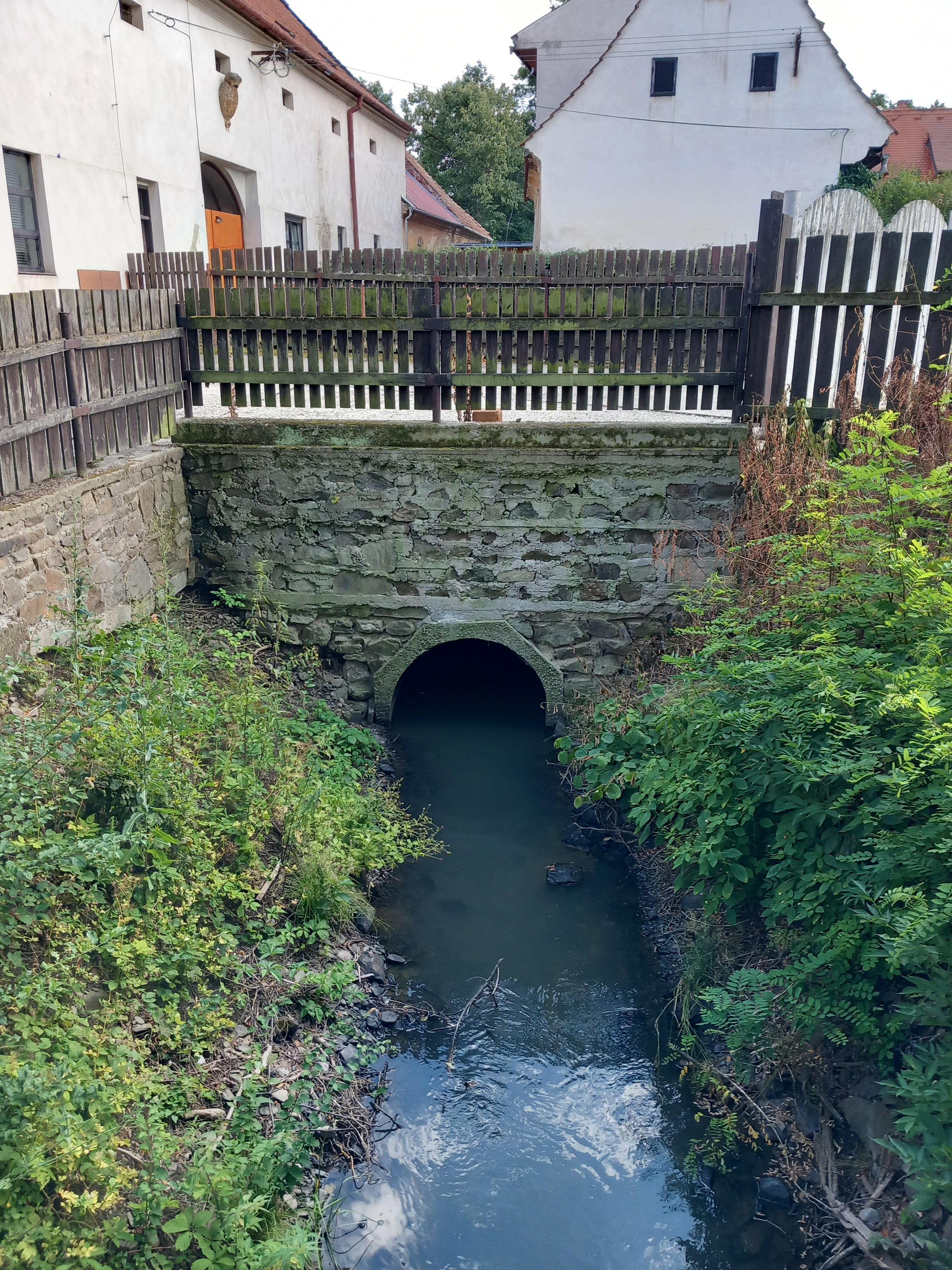
Most přes náhon u bývalého stichovického mlýna

Stichovický, v pořadí první vodní mlýn na náhonu, se nacházel ve Stichovicích (dnes součást Mostkovic), o jehož existenci je zmínka z roku 1365. Jeho vlastníkem byl tehdy Bedřich ze Stichovic, patřící k nižší šlechtě, který tento mlýn prodal senickému fojtovi Peškovi. Až do roku 1599 (či 1602 koupí společně s Plumlovem) se v jeho uživání vystřídali různí vlastníci a nájemci. K tomuto datu získali mlýn Lichtenštejnové, patrně od Jakuba Šárovce ze Šárova, potomka šlechtického rodu Šárovců vlastnící Krumsín. Lichtenštejnský erb lze dodnes na budově spatřit. Ta prošla v 18. století přestavbou a byla v držení především rodiny Ptaczků (Ptáčků)
V roce 1930 je jako majitel mlýna uveden Josef Korhoň, který při provozu mlýna využíval francisovu turbínu o síle 11,5 koňských sil, tedy 8,6 kW.  Mlynář Korhoň mlýn zakoupil v roce 1923 po smrti jeho předchůdce Vojtěcha Vodáčka, který byl na mlýně od roku 1868. Provoz mlýna byl ukončen během druhé světové války, v současnosti jsou zde budovy v soukromém vlastnictví a pobočka České pošty

### Mostkovice
V Mostkovicích se nacházela dvojice vodních mlýnů, oba jsou zavedeny do map Prvního vojenského mapování, které pochází z druhé poloviny 18. století. Zmínka o obou mlýnech je ovšem mnohem staršího data z přelomu 16. století a 17. století, kdy oba mlýny patřily vrchnosti.
Osudy obou mlýnů se značně lišily. Méně významným byl mlýn, jenž se nacházel na odkloněné strouze náhonu a nesl název Na Valše, jelikož jeho hlavní účel nebylo ani tak provozování obilného mlýna samotného, ale zmechanizované valchy na prádlo. Jeho pronájemci byly Židé z rodiny Ehrestammů, kteří se ocitli v obtížné situaci, která vedla, vzhledem antisemitským vlivům, ke krachu celého jejich podnikání a následné exekuci. Budova ztratila svůj účel, jako celek přestala existovat již před polovinou 19. století. Teprve koncem 19. století byla jedna z budov opět zprovozněna do podoby funkčního vodního mlýnu. V roce 1921 přibyl k vodnímu kolu pomocný naftový pohon. Samotné vodní kolo mělo podle záznamů z roku 1930 výkon 3,5 k.s., tedy přibližně 2,6 kW a jako majitel mlýna byl uveden Josef Drbal, který mlynářskou činnost ukončil po skončení druhé světové války.
Druhý a výše po toku položený mlýn má svoji podobu z roku 1830. V roce 1930 mlýn poháněla dvě vodní kola o celkovém výkonu 12 k.s. (téměř 9 kW) a jeho vlastníkem byl Norbert Ševčík. Mlýn sice není veřejně přístupný, avšak stojí na viditelném místě.

### Domamyslice
Důkaz o existenci dvou mlýnů v Domamyslicích pochází nejpozději ze 17. století, avšak na mapách I. a II. vojenského mapování, stejně jako na mapách stabilního katastru z období 1851–1869 je průkazný pouze jeden mlýn.

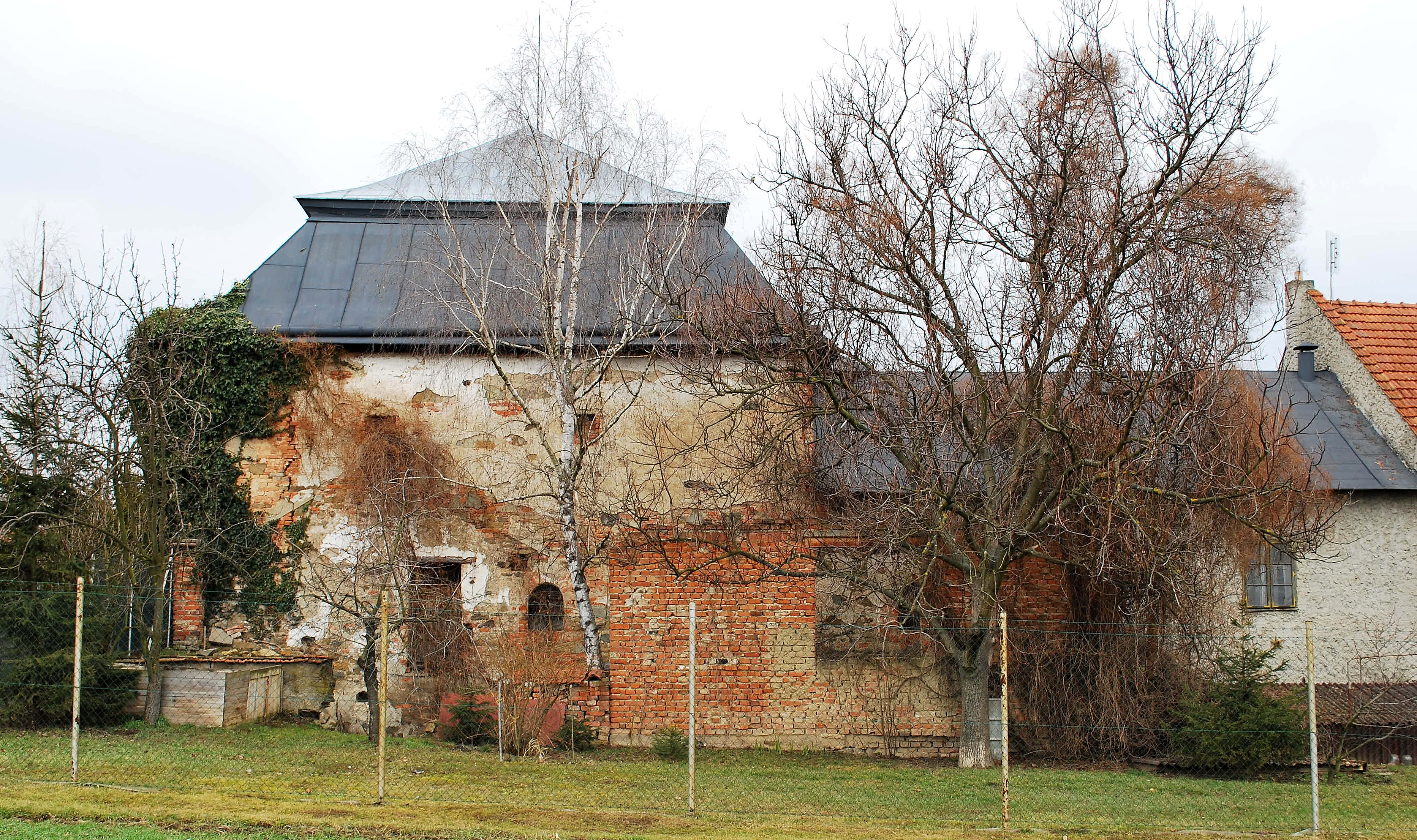
Ševčíkův (bývalý) vodní mlýn v Domamyslicích

Tento vodní mlýn, dnes zvaný Ševčíkův mlýn, se nacházel v Domamyslicích na boční strouze náhonu a nejstarší záznamy o něm pocházejí z roku 1365, kdy již výše zmíněný Bedřich ze Stichovic nejprve mlýn a poplužní dvůr zakoupil, ovšem k uvedenému roku celý tento majetek prodal Peškovi ze Ptení. K roku 1805 jsou na mlýně zapsáni jako majitelé Václav a Magdalena Ptáčkovi, po nich mlýn vlastnil František Opavský, roku 1827 Josef Kasalovský. Od roku 1846 přešel mlýn do vlastnictví rodiny Ševčíků, počínaje Janem Ševčíkem.
Podle evidenčních údajů z roku 1930 poháněla mlýn dvě mlýnská kola o výkonu 12,5 k.s. (9,3 kW). K vybavení mlýna přibyly ve 30. letech 20. století válcové stolice od firmy Wegmann a Seck z Drážďan, čistící stroje a také nová mlýnská kola, která se však nedochovala. Mlýn ukončil svoji činnost v roce 1955. 
Ševčíkův mlýn prošel několika rekonstrukcemi, tou zásadní počátkem 19. století, která se dochovala na jižní a západní straně budovy. Východní část budovy byla ve 60. letech 20. století moderněji přestavěna pro bytové užití. Mlýn má mansardovou střechu a v jeho nejstarší části se nachází sluneční hodiny s římskými číslicemi z roku 1709. Od roku 1958 je budova památkově chráněna a byla přidána na seznam kulturních památek.
Toufarův mlýn je viditelně označen na mapě stabilního katastru, lze tedy vznik budovy vodního mlýnu datovat před rokem 1834, neboť k tomuto datu se vztahuje indikační skica soupisu. Budova stojí na pokraji Domamyslic směrem k Mostkovicím. Nese název po svém posledním majiteli. Záznamy z roku 1930 vypovídají o majiteli Bruno Toufarovi, kdy mlýn pohánělo jedno mlýnské kolo svrchně naháněné vodou a o výkonu 7 k.s (5,2 kW). Dnes je soukromým majetkem a využitý jako obytný dům. 

### Čechovice
Čechovice získali páni z Kravař roku 1325. V době svrchovanosti pod Václavem z Kravař, tedy koncem druhé poloviny 14. století, je ve vsi zmiňován mlýn, který dotyčný šlechtic postoupil olomoucké kapitule. Do držení světské vrchnosti se Čechovice dostaly až roku 1512 za Viléma z Pernštejna a mlýn byl nadále pronajímán jako vrchnostenský. Mezi významné uživatele mlýna i statku v Čechovicích na přelomu 16. a 17. století patřila Maruše ze Žerotína, vdova po Oldřichu Valkounovi z rodu pánu z Adlaru, regenta pernštejnského panství.
Budova mlýnu je zaevidována na všech dostupných mapách vojenského mapování i stabilního katastru, což znamená, že byl v provozu i v průběhu 18. a 19. století. Ve 20. století, konkrétně k roku 1930 je jako majitel uveden František Švable, přičemž mlýn měl při provozu jednoho mlýnského kola úctyhodný výkon 13 k.s. (9,7 kW). Samotný František Švable byl aktivní i jako zastupitel obce ve funkcích starosty a místostarosty Čechovic. Mlýn vybavil válcovými stroji od firmy Hübner a Opitz z Pardubic. Jeho syn Leopold mlýn rozšířil. Firma bohužel neunikla znárodnění po únoru 1948 a byla začleněna do n. p. Severomoravské mlýny. Po privatizaci mlýn fungoval jen krátce do 90. let 20. století.

### Krasice
Nejstarší zmínka o mlýně v Krasicích existuje z roku 1391, kdy Petr z Kravař a Plumlova postoupil Krasice s mlýnem augustiniánskému klášteru v Prostějově. V době husitských válek se Kravařové Krasic opět zmocnili. V 16. století byl mlýn tzv. svobodný, vlastnil ho nižší, ale významný šlechtic Petr Tarnovský
z Tarnůvky, který byl úředníkem i věřitelem Pernštejnů. Byl to zřejmě on, kdo se výrazně podílel na modernizaci tehdejšího mlýnu. Po jeho smrti krasický mlýn užíval Mořic Šebesta, což je datováno k roku 1624.
Mlýn plnil svůj účel i nadále, což dokazuje soudobé mapování. Střídal různé majitele, roku 1850 zde byl mlynářem Martin Smečka. Avšak v důsledku odhalení pojistného podvodu následující majitel mlýn roku 1898 podpálil a ten ztratil svůj účel, jeho budova se stal součástí průmyslové výroby. Vznikla zde tkalcovna firmy Konečný & Nedělník, následně roku 1915 zde sídlila firma na houněnou obuv Wolf & Franže, jenže firma během velké hospodářské krize v roce 1933 zkrachovala a byla odprodána firmě Baťa, po druhé světové válce se stala součástí n.p. Gala, nyní je budova součástí firmy Gala Krasice.

### Drozdovice
Nejstarší dochovaná zmínka o drozdovickém mlýnu pochází z konce 15. století. Ves následně koupil roku 1516 Vilém z Pernštejna od olomoucké kapituly a toto předměstí bylo roku 1572 začleněno jako součást města Prostějov. Mlýn v 16. století patřil městu, které ho pronajímalo. Patřil mezi třetí nejziskovější v rámci čtyř městských mlýnů.
Svoji dnešní podobu má z konce 19. století. V roce 1909 tehdejší mlynář Alois Mazal dal do provozu francisovu turbínu, která měla výkon 20 k.s. (14,9 kW), roku 1913 k mlýnu přibyla i pekárna. Celý objekt získalo do svého vlastnictví První dělnická výrobní a prodejní společnost Svépomoc. V roce 1959 došlo k připojení mlýna pod národní podnik Olomoucké mlýny a pekárny.

### Prostějov
Horní mlýn patřil mezi nejvýdělečnější a největší již v 16. století. Jeho forma byla poddanská a patřil městu Prostějov. Město ho získalo v roce 1496 od Viléma z Pernštejna. Do soukromého vlastnictví se dostal až v 19. století, první známá majitelka byla Josefína Stienitzková. Za působení mlynáře Josefa Roháčka, který mlýn získal v roce 1896, došlo v letech 1915–1916 k jeho rekonstrukci a v roce 1920 zde byla uvedena do provozu francisova turbína, v roce 1930 byly již dvě a jejichž výkon se uvádí na 31 k.s. (23,1 kW). V témže roce došlo k zaklenutí mlýnského náhonu od Horního mlýnu až do Kralického háje o délce 5 km, neboť otevřená stoka nepříjemně v oblasti města zapáchala a byla zdrojem různých nemocí.
Dolní mlýn je taktéž zmiňován při prodeji městu k roku 1496. Býval druhým největším mlýnem v držení města a stál na křižovatce Poděbradova náměstí a Brněnské ulice blíže směrem k ulici Újezd. Na mapách Stabilního katastru i III. vojenského mapování chybí, lze tedy předpokládat, že zanikl v polovině 19. století.